# Budget
Et budget er generelt en liste over forventede indtægter og udgifter (eller omkostninger). Budgettet fremkommer i økonomistyringens planlægning – kaldet budgettering – idet forudsætninger omkring den økonomiske udvikling sammen med handlingsplaner danner forudsætninger for forventningerne. Efter periodens afslutning kan regnskabet sammenholdes med budgettet ved budgetkontrol.
For offentlige myndigheder og visse andre organisationer udtrykker budgettet bevillingen for denne kommende periode. Budgettet udtrykker dermed de maksimale udgifter eller omkostninger. For den danske stat benævnes budgettet finansloven.